# Macedonitherium
Macedonitherium es un género extinto de jiráfidos. Fue nombrado por primera vez por Sickenberg en el año 1967.